# فابيان فورد
فابيان فورد (بالإنجليزية: Fabian Forde)‏ هو لاعب كرة قدم بريطاني في مركز الهجوم، ولد في 26 أكتوبر 1981 في هارو ‏ في المملكة المتحدة. لعب مع نادي واتفورد.